# Tōkai, Aichi

Tōkai (東海市 Tōkai-shi?) este un municipiu din Japonia, prefectura Aichi.